# Autopsy (album)
Pour les articles homonymes, voir Autopsy.
 (septembre 2021).
Albums de  Bijou svp
Live au Zénith de Caen
(2008) -
Autopsy est un album du groupe Bijou svp.

## Titres
1. Autopsy
2. La fille du Père Noël (reprise de Jacques Dutronc) (avec la participation de Didier Wampas et Bernie Bonvoisin)
3. Rock de France
4. Inavouable
5. Supporter
6. Patron voyou
7. Mon copain ardeur
8. Je ne suis pas un saint
9. C'est mon avis
10. Tu me portes chance
11. En mal d'amour
12. Ligne de vie